# Wildwasserrennsport-Europameisterschaften 2013
Die 9. Kanu-Wildwasserrennsport-Europameisterschaften fanden vom 10. bis 12. Mai 2013 statt. Sie wurden im slowenischen Trnovo bei Bovec auf der Soca ausgetragen. Erfolgreichste Nation der Wildwasserrennsport-Europameisterschaften 2013 war mit großem Abstand Frankreich. Deutschland wurde vor allem aufgrund der guten Ergebnisse auf der klassischen Mitteldistanz und trotz offensichtlicher Defizite auf der Kurzstrecke zweitstärkste Nation.

## Nationenwertung Gesamt
| Platz  | Land        | Gold | Silber | Bronze | Gesamt |
| ------ | ----------- | ---- | ------ | ------ | ------ |
| 1      | Frankreich  | 12   | 6      | 5      | 23     |
| 2      | Deutschland | 3    | 3      | 2      | 8      |
| 3      | Tschechien  | 2    | 5      | 5      | 12     |
| 4      | Slowenien   | 1    | 2      | 3      | 6      |
| 5      | Italien     | -    | 1      | 2      | 3      |
| 6      | Schweiz     | -    | 1      | -      | 2      |
| 7      | Slowakei    | -    | -      | 1      | 1      |
| Gesamt | Gesamt      | 18   | 18     | 18     | 54     |

Im Einzelnen wurden folgende Ergebnisse erzielt.

## Classic
Die Classic-Wettbewerbe fanden am 10. Mai statt.

### Nationenwertung Classic
| Platz  | Land        | Gold | Silber | Bronze | Gesamt |
| ------ | ----------- | ---- | ------ | ------ | ------ |
| 1      | Frankreich  | 5    | 3      | 2      | 8      |
| 2      | Deutschland | 3    | 2      | 1      | 6      |
| 3      | Tschechien  | 1    | 2      | 3      | 6      |
| 4      | Slowenien   | -    | 1      | 2      | 3      |
| 5      | Italien     | -    | 1      | -      | 1      |
| 6      | Slowakei    | -    | -      | 1      | 1      |
| Gesamt | Gesamt      | 9    | 9      | 9      | 27     |

## Einzelwettbewerbe

### Einer-Kajak Männer
| Platz | Sportler                      | Land        | Zeit          |
| ----- | ----------------------------- | ----------- | ------------- |
| 1     | Tobias Bong (Köln)            | Deutschland | 14:08,47 Min. |
| 2     | Kamil Mruzek                  | Tschechien  | 14:15,36 Min. |
| 3     | Remi Pete                     | Frankreich  | 14:15,42 Min. |
| -     | -                             | -           | -             |
| 8     | Achim Overbeck (Braunschweig) | Deutschland | 14:33,86 Min. |
| 14    | Björn Beerschwenger (Köln)    | Deutschland | 14:40,16 Min. |
| 16    | Peter Schumacher (Trier)      | Deutschland | 14:44,02 Min. |

### Einer-Kajak Frauen
| Platz | Sportler                     | Land        | Zeit          |
| ----- | ---------------------------- | ----------- | ------------- |
| 1     | Manuela Stöberl (Rosenheim)  | Deutschland | 15:46,95 Min. |
| 2     | Sixtine Malaterre            | Frankreich  | 15:48,76 Min. |
| 3     | Charlene LeCorvaisier        | Frankreich  | 15:49,68 Min. |
| -     | -                            | -           | -             |
| 8     | Sabine Füsser (Siegburg)     | Deutschland | 15:56,70 Min. |
| 10    | Maria Hollerieth (Rosenheim) | Deutschland | 15:59,12 Min. |
| 16    | Deborah Fogel (Lindau)       | Deutschland | 16:15,88 Min. |

### Einer-Canadier Männer
| Platz | Sportler             | Land        | Zeit          |
| ----- | -------------------- | ----------- | ------------- |
| 1     | Normen Weber         | Deutschland | 15:38,42 Min. |
| 2     | Ondřej Rolenc        | Tschechien  | 15:41,68 Min. |
| 3     | Simon Hočevar        | Slowenien   | 15:46,36 Min. |
| -     | -                    | -           | -             |
| 6     | Tim Heilinger (Köln) | Deutschland | 15:50,09 Min. |

### Einer-Canadier Frauen
| Platz | Sportler           | Land       | Zeit          |
| ----- | ------------------ | ---------- | ------------- |
| 1     | Marjolaine Hecquet | Frankreich | 18:19,30 Min. |
| 2     | Marlene Ricciardi  | Italien    | 18:29,97 Min. |
| 3     | Radka Valikova     | Tschechien | 22:14,30 Min. |

### Zweier-Canadier Männer
| Platz | Sportler                               | Land        | Zeit          |
| ----- | -------------------------------------- | ----------- | ------------- |
| 1     | Guillaume Alzingre / Yann Claudepierre | Frankreich  | 15:36,93 Min. |
| 2     | Frederic LeClerc / Remi Pete           | Frankreich  | 15:49,35 Min. |
| 3     | Jan Sutek / Stefan Grega               | Slowakei    | 15:53,69 Min. |
| -     |                                        |             |               |
| 16    | Normen Weber / René Brücker (Brühl)    | Deutschland | 21:00,43 Min. |

### Nationenwertung Classic-Einzel
| Platz  | Land        | Gold | Silber | Bronze | Gesamt |
| ------ | ----------- | ---- | ------ | ------ | ------ |
| 1      | Deutschland | 3    | -      | -      | 3      |
| 2      | Frankreich  | 2    | 2      | 2      | 6      |
| 3      | Tschechien  | -    | 2      | 1      | 3      |
| 4      | Italien     | -    | 1      | -      | 1      |
| 5      | Slowenien   | -    | -      | 1      | 1      |
|        | Slowakei    | -    | -      | 1      | 1      |
| Gesamt | Gesamt      | 5    | 5      | 5      | 15     |

## Teamwettbewerbe

### Kajak-Einer Männer
| Platz | Land        | Sportler                                           | Zeit          |
| ----- | ----------- | -------------------------------------------------- | ------------- |
| 1     | Frankreich  | Quentin Bonnetain / Remi Pete / Theo Devard        | 14:38,88 Min. |
| 2     | Slowenien   | Nejc Žnidarčič / Tim Kolar / Simon Oven            | 14:44,98 Min. |
| 3     | Deutschland | Tobias Bong / Achim Overbeck / Björn Beerschwenger | 14:46,72 Min. |

### Kajak-Einer Frauen
| Platz | Land        | Sportler                                                  | Zeit          |
| ----- | ----------- | --------------------------------------------------------- | ------------- |
| 1     | Frankreich  | Sixtine Malaterre / Charlene LeCorvaisier / Manon Hostens | 15:58,18 Min. |
| 2     | Deutschland | Maria Hollerieth / Manuela Stöberl / Sabine Füsser        | 16:03,85 Min. |
| 3     | Tschechien  | Tereza Brozova / Klara Padourova / Michala Mrůzková       | 16:10,15 Min. |

### Einer-Canadier Männer
| Platz | Land       | Sportler                                                  | Zeit          |
| ----- | ---------- | --------------------------------------------------------- | ------------- |
| 1     | Tschechien | Ondřej Rolenc / Lukas Novosad / Antonin Hales             | 16:05,74 Min. |
| 2     | Frankreich | Marquer Tanguy / Stéphane Santamaria / Guillaume Alzingre | 16:13,62 Min. |
| 3     | Slowenien  | Blaz Cof / Simon Hočevar / Luka Zganjar                   | 16:32,40 Min. |

### Zweier-Canadier Männer
| Platz | Land        | Sportler                                                 | Zeit          |
| ----- | ----------- | -------------------------------------------------------- | ------------- |
| 1     | Frankreich  | Alzingre/Claudepierre / Pete/LeClerc / Guyonnet/Guyonnet | 16:03,44 Min. |
| 2     | Deutschland | Heilinger/Simon / Brücker/Weber / Schmitz/Nies           | 16:05,06 Min. |
| 3     | Tschechien  | Mornstejn/Vedely / Lisicky/Uncajtik / Sramek/Tomek       | 16:15,26 Min. |

### Nationenwertung Classic-Mannschaft
| Platz  | Land        | Gold | Silber | Bronze | Gesamt |
| ------ | ----------- | ---- | ------ | ------ | ------ |
| 1      | Frankreich  | 3    | 1      | -      | 4      |
| 2      | Tschechien  | 1    | -      | 2      | 3      |
| 3      | Deutschland | -    | 2      | 1      | 3      |
| 4      | Slowenien   | -    | 1      | 1      | 2      |
| Gesamt | Gesamt      | 4    | 4      | 4      | 12     |

## Sprint

### Nationenwertung Sprint
| Platz  | Land        | Gold | Silber | Bronze | Gesamt |
| ------ | ----------- | ---- | ------ | ------ | ------ |
| 1      | Frankreich  | 7    | 3      | 3      | 13     |
| 2      | Tschechien  | 1    | 3      | 2      | 6      |
| 3      | Slowenien   | 1    | 1      | 1      | 3      |
| 4      | Deutschland | -    | 1      | 1      | 2      |
| 5      | Schweiz     | -    | 1      | -      | 1      |
| 6      | Italien     | -    | -      | 2      | 2      |
| Gesamt | Gesamt      | 9    | 9      | 9      | 27     |

## Einzelwettbewerbe

### Einer-Kajak Männer
| Platz | Land                | Sportler    | Zeit         |
| ----- | ------------------- | ----------- | ------------ |
| 1     | Nejc Žnidarčič      | Slowenien   | 1:04,67 Min. |
| 2     | Tomáš Slovák        | Tschechien  | 1:06,18 Min. |
| 3     | Theo Devard         | Frankreich  | 1:06,39 Min. |
| -     | -                   | -           | -            |
| 8     | Björn Beerschwenger | Deutschland | 1:08,03 Min. |
| 10    | Peter Schumacher    | Deutschland | 1:08,12 Min. |
| 13    | Tobias Bong         | Deutschland | 1:08,36 Min. |
| 14    | Achim Overbeck      | Deutschland | 1:08,72 Min. |

### Einer-Kajak Frauen
| Platz | Land                  | Sportler    | Zeit         |
| ----- | --------------------- | ----------- | ------------ |
| 1     | Sixtine Malaterre     | Frankreich  | 1:13,00 Min. |
| 2     | Charlene LeCorvaisier | Frankreich  | 1:13,45 Min. |
| 3     | Manon Hostens         | Frankreich  | 1:14,75 Min. |
| 4     | Manuela Stöberl       | Deutschland | 1:14,79 Min. |
| -     | -                     | -           | -            |
| 12    | Deborah Fogel         | Deutschland | 1:17,42 Min. |
| 14    | Sabine Füsser         | Deutschland | -            |
| 16    | Maria Hollerieth      | Deutschland | -            |

### Einer-Canadier Männer
| Platz | Land               | Sportler    | Zeit         |
| ----- | ------------------ | ----------- | ------------ |
| 1     | Guillaume Alzingre | Frankreich  | 1:12,49 Min. |
| 2     | Cof Blaz           | Slowenien   | 1:12,76 Min. |
| 3     | Ondřej Rolenc      | Tschechien  | 1:12,92 Min. |
| -     | -                  | -           | -            |
| 6     | Normen Weber       | Deutschland | 1:13,22 Min. |
| 9     | Tim Heilinger      | Deutschland | 1:13,97 Min. |

### Einer-Canadier Frauen
| Platz | Land              | Sportler   | Zeit         |
| ----- | ----------------- | ---------- | ------------ |
| 1     | Julie Paoletti    | Frankreich | 1:22,36 Min. |
| 2     | Radka Valikova    | Tschechien | 1:24,50 Min. |
| 3     | Marlene Ricciardi | Italien    | 1:26,92 Min. |

### Zweier-Canadier Männer
| Platz | Land                                   | Sportler    | Zeit         |
| ----- | -------------------------------------- | ----------- | ------------ |
| 1     | Guillaume Alzingre / Yann Claudepierre | Frankreich  | 1:10,73 Min. |
| 2     | Damien Guyonnet / Gaetan Guyonnet      | Frankreich  | 1:12,56 Min. |
| 3     | Frederic LeClerc / Remi Pete           | Frankreich  | 1:13,04 Min. |
| -     |                                        |             |              |
| 6     | Normen Weber / René Brücker            | Deutschland | 1:14,08 Min. |

### Nationenwertung Sprint-Einzel
| Platz  | Land       | Gold | Silber | Bronze | Gesamt |
| ------ | ---------- | ---- | ------ | ------ | ------ |
| 1      | Frankreich | 4    | 2      | 3      | 9      |
| 2      | Slowenien  | 1    | 1      | -      | 2      |
| 3      | Tschechien | -    | 2      | 1      | 3      |
| 4      | Italien    | -    | -      | 1      | 1      |
| Gesamt | Gesamt     | 5    | 5      | 5      | 15     |

## Teamwettbewerbe

### Einer-Kajak Männer
| Platz | Land        | Sportler                                             | Zeit         |
| ----- | ----------- | ---------------------------------------------------- | ------------ |
| 1     | Tschechien  | Kamil Mruzek / Tomáš Slovák / Richard Hala           | 1:09,44 Min. |
| 2     | Frankreich  | Theo Devard / Quentin Bonnetain / Clement Faure      | 1:10,33 Min. |
| 3     | Italien     | Paolo Bifano / Mariano Bifano / Pierpaolo Bonato     | 1:10,44 Min. |
| -     |             |                                                      |              |
| 6     | Deutschland | Tobias Bong / Björn Beerschwenger / Peter Schumacher | 1:12,38 Min. |

### Einer-Kajak Frauen
| Platz | Land        | Sportler                                                  | Zeit         |
| ----- | ----------- | --------------------------------------------------------- | ------------ |
| 1     | Deutschland | Sixtine Malaterre / Charlene LeCorvaisier / Manon Hostens | 1:18,41 Min. |
| 2     | Schweiz     | Sabine Eichenberger / Chantal Abgottspon / Melanie Mathys | 1:18,75 Min. |
| 3     | Deutschland | Manuela Stöberl / Deborah Fogel / Maria Hollerieth        | 1:19,15 Min. |

### Einer-Canadier Männer
| Platz | Land        | Sportler                                               | Zeit         |
| ----- | ----------- | ------------------------------------------------------ | ------------ |
| 1     | Frankreich  | Yann Claudepierre / Guillaume Alzingre / Tanuy Marquer | 1:15,26 Min. |
| 2     | Tschechien  | Ondřej Rolenc / Lukas Novosad / Antonin Hales          | 1:17,28 Min. |
| 3     | Slowenien   | Simon Hočevar / Blaz Cof / Peter Znidarsic             | 1:19,43 Min. |
| -     |             |                                                        |              |
| 6     | Deutschland | Normen Weber / Tim Heilinger / Matthias Nies           | 1:21,07 Min. |

### Zweier-Canadier Männer
| Platz | Land        | Sportler                                                 | Zeit         |
| ----- | ----------- | -------------------------------------------------------- | ------------ |
| 1     | Frankreich  | Claudepierre/Alzingre / LeClerc/Pete / Guyonnet/Guyonnet | 1:15,74 Min. |
| 2     | Deutschland | Weber/Brücker / Schmitz/Nies / Simon/Heilinger           | 1:16,81 Min. |
| 3     | Tschechien  | Suchanek/Jilek / Mornstejn/Vesely / Sramek/Tomek         | 1:18,03 Min. |

### Nationenwertung Sprint-Mannschaft
| Platz  | Land        | Gold | Silber | Bronze | Gesamt |
| ------ | ----------- | ---- | ------ | ------ | ------ |
| 1      | Frankreich  | 3    | 1      | -      | 4      |
| 2      | Tschechien  | 1    | 1      | 1      | 3      |
| 3      | Deutschland | -    | 1      | 1      | 2      |
| 4      | Schweiz     | -    | 1      | -      | 1      |
| 5      | Italien     | -    | -      | 1      | 1      |
|        | Slowenien   | -    | -      | 1      | 1      |
| Gesamt | Gesamt      | 4    | 4      | 4      | 12     |